# Parafia św. Mikołaja w Grudziądzu
Parafia św. Mikołaja w Grudziądzu – parafia rzymskokatolicka w diecezji toruńskiej.

## Historia
Pierwsze wzmianki o nazwie Grudziądz pojawiają się już w 1065 r. w dokumencie Bolesława Szczodrego. Od 1207 r. był częścią dzielnicy Konrada Mazowieckiego. Po utworzeniu biskupstwa misyjnego dla Prus, gród w Grudziądzu został przekazany biskupowi Chrystianowi. To spowodowało przybycie na te ziemie Krzyżaków w 1230 r. Po śmierci biskupa Grudziądz stał się własnością Zakonu, który tutaj postawił zamek. Brakuje informacji na temat powstania parafii; być może istniał w grodzie drewniany kościółek, który był katedrą biskupa Chrystiana. 
Budowę gotyckiego kościoła św. Mikołaja, rozpoczętą w połowie XIII w., zakończono dopiero u schyłku XV stulecia. Wielkie spustoszenie wśród katolików przyniosła reformacja. W 1569 luteranie zajęli kościół Ducha Świętego. Wkrótce na luteranizm przeszedł proboszcz kościoła św. Mikołaja i praktycznie katolicy nie dysponowali już w mieście żadnym kościołem. W 1598 r. świątynie wróciły do katolików, którzy podczas "potopu" szwedzkiego znowu na kilka lat zostali pozbawieni swojego kościoła farnego. W okresie rozbiorów Grudziądz znalazł się pod rządami pruskimi, które sprzyjały rozwojowi protestantyzmu. W pewnym momencie ewangelicy dwukrotnie przewyższali liczebnie katolików. W czasie oblężenia miasta przez wojska radzieckie w 1945. kościół św. Mikołaja został zniszczony w 60%. Po wojnie przystąpiono do odbudowy.
W 1992 biskup toruński Andrzej Suski podniósł kościół do godności kolegiaty i erygował Kapitułę Kolegiacką Grudziądzką. Wielkim wydarzeniem religijnym dla parafii były Misje Ewangelizacyjne oraz peregrynacja figury Matki Bożej Fatimskiej. W Roku Jubileuszowym fara grudziądzka była jednym z kościołów stacyjnych. Przybywały do niej pielgrzymki z całej diecezji celem uzyskania odpustu jubileuszowego. W kościele szczególną czcią otaczany jest łaskami słynący obraz Matki Bożej Grudziądzkiej. Ostatnie lata to czas wielu gruntownych remontów i inwestycji, takich jak pokrycie sygnaturki blachą miedzianą, malowanie kościoła i budynków parafialnych, renowacja zewnętrznych ścian świątyni, remont kapitalny organów, malowanie budynków parafialnych, nowe ogrodzenie cmentarza (1/2 całości) i nowa nawierzchnia kamienna wokół kościoła.

## Ruchy i Stowarzyszenia
Akcja Katolicka, Stowarzyszenie Rodzin Katolickich, Katolickie Stowarzyszenie Młodzieży, Ruch Światło – Życie, Schola, Chór "Kolegiata", Koło Ministranckie, Lektorzy, Żywy Różaniec, Franciszkański Zakon Świeckich, Zespół Charytatywny Caritas